# Short N.3 Cromarty
Le Short N.3 Cromarty était un prototype d'hydravion biplan bimoteur britannique. Conçu par le constructeur irlandais Short Brothers à la fin de la Première Guerre mondiale, il ne fut construit qu'à un seul exemplaire, qui vola pour la première fois en 1921, puis fut envoyé à la casse en 1922.

## Conception et développement
En avril 1917, l'Amirauté britannique développa une requête pour un hydravion de patrouille maritime à long rayon d'action comme moyen de soutien à la flotte (fleet en anglais), et publia la Specification N.3(b) (plus tard republiée sous le nom d'« Air Ministry Specification » suivie de chiffres romains) à ces fins. Elle mena à la création de concepts de la part des constructeurs Vickers Limited, pour le Vickers Valentia, et Short Brothers, à Rochester dans le Kent, qui était alors surtout connu pour ses hydravions à flotteurs (en anglais : floatplane) mais avait acquis de l'expérience dans la production d'hydravions à coque, avec la production sous licence des Felixstowe F.3 et F.5 à partir d'avril 1917,.
Short Brothers reçut une commande pour trois prototypes, juste après la signature de l'armistice qui mit un terme à la Première Guerre mondiale. Le concept de Short Brothers, le N.3 Cromarty, était un gros biplan bimoteur. Il était propulsé par deux moteurs V12 à refroidissement liquide Rolls-Royce Condor IA (en) de 650 ch (485 kW) chacun, et possédait une coque plus large mais similaire à celle des hydravions Felixstowe, ainsi qu'une dérive biplan. Il disposait d'un cockpit biplace côte-à-côte pour les deux pilotes, d'une large ouverture dans le nez pour un canonnier, qui était armé d'un canon automatique COW de 37 mm, ainsi que d'une position dorsale pour un autre mitrailleur, qui était armé d'une mitrailleuse mobile défensive Lewis Mark I de 7,7 mm (calibre .303 British),.
La production des prototypes débuta en février 1919, mais les second et troisième furent annulés avant la fin de leur fabrication. Le premier fut finalement lancé le 21 mars 1921, puis prit l'air pour la première fois le 11 avril 1921 piloté par John Lankester Parker.

## Histoire opérationnelle
Après une série d'essais approfondis, le Cromarty fut envoyé à l'escadrille de développement des hydravions de la Royal Air Force (en anglais : Seaplane Development Flight), le 17 juin 1922. En août, l'escadrille, comprenant le Cromarty, deux Felixstowe F.5 et un Phoenix Cork, développa une série d'essais d'utilisation de grands hydravions à grande distance de leurs bases de soutien sur de longues périodes. Arrivant à St Mary's le 21 août, le Cromarty résista avec succès à une tempête, mais fut jeté contre un récif, ouvrant une brèche dans la coque. Les dégâts furent déclarés comme n'étant pas économiquement réparables et l'avion fut détruit sur place,.
Bien que le Cromarty se soit bien comporté pendant son temps de service limité, l'un de ses problèmes (comme avec tous les hydravions à coque en bois) était l'absorption d'eau dans la coque, avec pas moins de 270 kg d'eau absorbée après seulement quelques semaines de service. Des essais avec un F.5 à coque métallique menèrent à une commande pour un hydravion améliorée à coque en métal, basé sur le Cromarty. Cet avion devint le prototype Singapore I.

## Utilisateur
- Royaume-Uni :
  - Royal Air Force :
    - Seaplane Development Flight.